# David Soto Rodríguez
David Soto Rodríguez (Irun, Guipúscoa, 7 de juny de 1990) és un advocat i polític basc.
Va ser diputat del Parlament Basc entre 2020 i 2024. També és el secretari d'organització de Podem Euskadi.

## Biografia
Es va llicenciar en Dret per la Universitat del País Basc i va fer un Màster en Assessoria Fiscal a la Universitat de Deusto i un altre en Advocacia, altra vegada, a la Universitat del País Basc.

## Trajectòria política
Va ser elegit regidor de l'ajuntament d'Irun en el marc de les eleccions municipals espanyoles de 2015, a les quals s'havia presentat com cap de llista i aspirant a l'alcaldia. Com regidor va ser el portaveu del Grup Municipal de Podem a l'ajuntament. Va ser elegit Secretari General de Podemos a la ciutat. Va servir de regidor un segon mandat, després de les eleccions municipals de 2019.
L'any 2020 es va unir a l'equip de Miren Gorrotxategi, després que aquesta guanyés les primàries de Podem Euskadi, i va ser nomenat Secretari d'Organització del partit, amb Pilar Garrido de coordinadora.
Va ser cap de llista de la coalició Elkarrekin Podemos per Guipúscoa a les eleccions al Parlament Basc de 2020, guanyant un escó com diputat.